# Benjamin Hendrickson
Benjamin Hendrickson (26 de agosto de 1950 - 3 de julho de 2006) foi um ator estadunidense conhecido por interpretar Hal Munson na novela As the World Turns.

## Morte
O corpo de Hendrickson foi encontrado em 3 de julho de 2006 em sua casa em Huntington, Nova York. A polícia do condado de Suffolk classificou sua morte como suicídio; no seu corpo havia um ferimento de bala na cabeça.

## Filmografia
| Ano  | Título                   | Papel                       | Nota(s)  |
| ---- | ------------------------ | --------------------------- | -------- |
| 1982 | Dreams Don't Die         | Attorney                    | TV movie |
| 1986 | Manhunter                | Dr. Frederick Chilton       |          |
| 1987 | Russkies                 | Sgt. Kovac                  |          |
| 1991 | Regarding Henry          | Daniel, namorado de Phyllis |          |
| 1992 | Consenting Adults        | Jimmy Schwartz              |          |
| 1994 | Spanking the Monkey      | Tom Aibelli                 |          |
| 2002 | Mr. Smith Gets a Hustler | Sr. Lapp                    |          |